# Szakai Tomojuki
Szakai Tomojuki (Szaitama, 1979. június 29. –) japán válogatott labdarúgó.
A japán U23-as válogatott tagjaként részt vett a 2000. évi nyári olimpiai játékokon.

## Statisztika
| Japán válogatott | Japán válogatott | Japán válogatott |
| Időszak          | Mérk.            | gól              |
| ---------------- | ---------------- | ---------------- |
| 2000             | 1                | 0                |
| Összesen         | 1                | 0                |